# 내 어머니
내 어머니(Ma Mere, 마 메레, My Mother)는 스페인에서 제작된 크리스토프 오노레 감독의 2004년 드라마 영화이다. 루이 가렐 등이 주연으로 출연하였고 파울로 브랑코 등이 제작에 참여하였다.

## 출연

### 주연
- 루이 가렐
- 이자벨 위페르

### 조연
- 엠마 드 칸니스
- 조아나 프레이스
- 진-밥티스트 몬타구트
- 필립 뒤클로
- 도미니크 레이몬드
- 올리비에 라보르딘

## 제작진
- 공동제작: 가브리엘 크란젤빈데르
- 의상: 피에르 캐니트롯
- 배역: 리처드 루시우